# 極品老媽 (第五季)
《極品老媽》第五季（英語：Mom Season 5）由查克·洛里、艾迪·高洛達斯奇與潔瑪·貝克開創，自2017年11月2日至2018年5月10日間於CBS首播。故事主要圍繞於克莉絲蒂與邦妮這對冤家母女，兩人都曾對藥物及酒精成癮，如今想成為「好母親」的她們，展開戒癮的旅程。

## 製作
本季於2017年3月23日獲得續訂，並在2018年4月8日續訂第6季。

### 選角
安娜·法瑞絲、艾莉森·珍妮、咪咪·甘迺迪、潔米·佩絲莉、貝絲·霍爾與威廉·菲德內爾等主要演員均回歸第五季。從第一季起擔任主要演員的麥特·瓊斯，自本季起退下主演陣容，僅於第100集特別客串，其他前四季主要演員莎蒂·考瓦諾與布萊克·蓋瑞特·羅森塔爾則未回歸本季。
2017年8月12日，宣布斯蒂文·韋伯將客串第5季，飾演亞當剛離婚的兄弟派翠克，該角色將因喜歡上克莉絲蒂而引起騷動。

## 演員陣容

### 主要演員
- 安娜·法瑞絲 飾 克莉絲蒂·普朗奇
- 艾莉森·珍妮 飾 邦妮·普朗奇
- 咪咪·甘迺迪（英语：Mimi Kennedy） 飾 瑪珠莉·阿姆斯壯
- 潔米·佩絲莉 飾 吉兒·肯豆
- 貝絲·霍爾（英语：Beth Hall） 飾 溫蒂·哈里斯
- 威廉·菲德內爾 飾 亞當·詹納考斯基

### 特別客串
- 麥特·瓊斯（英语：Matt Jones (actor)） 飾 巴克斯特

### 常設演員
- 斯蒂文·韋伯 飾 派翠克·詹納考斯基
- 蜜西·派兒 飾 娜塔莎
- 伊薇特·妮可·布朗（英语：Yvette Nicole Brown） 飾 諾拉·羅傑斯
- 艾米·希爾（英语：Amy Hill） 飾 貝芙莉·塔倫蒂諾
- 倫納德·羅伯茲（英语：Leonard Roberts） 飾 雷·斯泰普勒
- 邁克·安格拉諾 飾 庫柏
- 查爾斯·羅賓森（英语：Charles Robinson (actor)） 飾 蒙森先生

### 客串演員
- 弗倫奇·斯圖爾特 飾 大厨魯迪
- 雷吉·迪·里昂 飾 保羅
- 瑪麗·帕特·格里森（英语：Mary Pat Gleason） 飾 瑪麗
- 蘿莉·強森（英语：Lauri Johnson） 飾 碧耶翠絲
- 茱莉亞·雷斯特 飾 艾蜜莉

## 集數
| 總集數 | 集數 （季） | 標題                                                                  | 導演          | 編劇 | 首播日期       | 製作 代碼 | 美國收視人數 （百萬） |
| --- | ----------- | --------------------------------------------------------------------- | ------------- | --- | -------------- | --------- | --------------------- |
| 89 | 1           | 星星灯和奶奶鞋 Twinkle Lights and Grandma Shoes                       | 詹姆士·威道斯 | 劇本創作 ：尼克·貝凱 & 潔瑪·貝克 故事構思 ：亞當·蔡斯 & 馬科·佩奈特 & 安妮·弗雷特-佐丹諾                     | 2017年11月2日  | T12.15701 | 8.47                  |
| 亞當終於完成電影拍攝返回索諾馬郡，並有意向邦妮求婚，在克莉絲蒂的建議下，他策畫了浪漫的晚餐，結果邦妮在興奮地戴上求婚戒指後，卻因責任龐大而無法喘氣，並下意識地拒絕了亞當。邦妮無法理解自己的行為，即便她很愛亞當，但她就是無法發自內心地答應亞當的求婚，而克莉絲蒂與瑪珠莉皆認為這是邦妮內心對自身的質疑所致。最後，邦妮決定試著接受亞當的求婚，並有意一直維持訂婚的狀態，至於克莉絲蒂則通過LSAT，更替娜塔莎找到餐廳服務生的工作。 客串：蜜西·派兒 飾 娜塔莎 |             |                                                                       |               | |                |           |                       |
| 90 | 2           | 鱼塘和太多谢谢 Fish Town and Too Many Thank You's                     | 詹姆士·威道斯 | 劇本創作 ：艾迪·高洛達斯奇 & 蘇珊·麥克馬丁 故事構思 ：艾莉莎·紐鮑爾 & 謝爾敦·布爾 & 布莉提·安可爾            | 2017年11月9日  | T12.15702 | 8.69                  |
| 雷帶著清新的樣貌拜訪索諾馬郡，在他與亞當成為好哥兒們之際，邦妮對雷輕易戒毒感到存疑。克莉絲蒂和邦妮趁亞當與雷出門不在時，私自駕駛雷的奔馳去參加匿名戒酒會，結果克莉絲蒂卻意外發現大麻與可卡因。克莉絲蒂和邦妮感到自己不再像以前吸毒時那般從容，也得知雷搞砸他自己的婚姻和事業，在她們嘗試向雷伸出援手時，雷卻選擇暗自離去。 客串：蜜西·派兒 飾 娜塔莎、倫納德·羅伯茲 飾 雷·斯泰普勒、克莉絲汀·霍恩 飾 卡特警官 |             |                                                                       |               | |                |           |                       |
| 91 | 3           | 航海的祖先和酥炸洋葱花 A Seafaring Ancestor and a Bloomin' Onion      | 詹姆士·威道斯 | 劇本創作 ：蘇珊·麥克馬丁 & 安妮·弗雷特-佐丹諾 故事構思 ：尼克·貝凱 & 謝爾敦·布爾 & 布莉提·安可爾             | 2017年11月16日 | T12.15703 | 8.39                  |
| 邦妮將大樓裡條件較差的套房低價租給娜塔莎，讓她終於能接回自己的女兒艾蜜莉，這讓吉兒相當感傷。克莉絲蒂被教授分配與男同學庫柏共同合作，起初她對庫柏的高傲態度感到不滿，卻在參加酒吧遊戲後燃起愛火。娜塔莎因自認無法做個好母親職責而感到低落和恐慌，在邦妮的安撫和勸戒下，娜塔莎才平復了許多。 未登場：威廉·菲德內爾 飾 亞當 客串：蜜西·派兒 飾 娜塔莎、貝絲·李托福德 飾 洛琳、茱莉亞·雷斯特 飾 艾蜜莉、喬許亞·班戴 飾 布恩、布莉安娜·庫奧科 飾 塔比莎、邁克·安格拉諾 飾 庫柏 |             |                                                                       |               | |                |           |                       |
| 92 | 4           | 高级饼干和巨型女人 Fancy Crackers and Giant Women                     | 詹姆士·威道斯 | 劇本創作 ：沃倫·貝爾 & 馬科·佩奈特 故事構思 ：查克·洛里 & 艾迪·高洛達斯奇 & 潔瑪·貝克                        | 2017年11月23日 | T12.15704 | 7.89                  |
| 為了支付克莉絲蒂申請學校的費用，邦妮決定取消有線電視和網路訂購，但沒網路的生活，卻讓她相當不適應。娜塔莎巧遇知名音樂製作人，並獲得試聽機會，但克莉絲蒂卻擔心娜塔莎被騙而給予她負面的忠告，這反倒讓娜塔莎感到生氣。暴食的吉兒開始缺席互助會，更在商場更衣室裡崩潰，在眾人的安撫下，她決定正視自己不健康行為背後的真正原因。克莉絲蒂在得知娜塔莎似乎真的遇上一名好心的音樂製作人後，她決定向娜塔莎正向的態度看齊，並大膽地申請史丹佛大學，而娜塔莎也從中了解到克莉絲蒂當初的苦心，同時宣布自己將帶著艾蜜莉搬往洛杉磯發展。 未登場：威廉·菲德內爾 飾 亞當 客串：蜜西·派兒 飾 娜塔莎、艾米·希爾 飾 貝芙莉·塔倫蒂諾、丹妮爾·比蘇蒂 飾 達娜 |             |                                                                       |               | |                |           |                       |
| 93 | 5           | 贵宾犬毛球和一丝嫉妒 Poodle Fuzz and a Twinge of Jealousy             | 詹姆士·威道斯 | 劇本創作 ：馬科·佩奈特 & 安妮·弗雷特-佐丹諾 故事構思 ：艾莉莎·紐鮑爾 & 亞當·蔡斯                             | 2017年11月30日 | T12.15705 | 8.59                  |
| 邦妮不小心摔跤而傷及腳踝，因此必須坐輪椅行動，這令克莉絲蒂不得不替其管理大樓，協助處理住戶們的疑難雜症。在克莉絲蒂和住戶接觸之際，她發現母親竟然為他們做了不少善事，這令她難以置信，而即便瑪珠莉也不相信邦妮轉性，但她仍認為戒癮能使一個人成為更好的人。疑惑的克莉絲蒂，在詢問亞當過後，得知邦妮私下真的有所改變，因此她也決定改變對邦妮的態度，儘管邦妮在某些時刻仍然本性難移。 客串：艾米·希爾 飾 貝芙莉·塔倫蒂諾、查爾斯·羅賓森 飾 蒙森先生、布奇·克萊因 飾 外場經理 |             |                                                                       |               | |                |           |                       |
| 94 | 6           | 骚情爵士和怪异浮眼 Smooth Jazz and a Weird Floaty Eye                 | 詹姆士·威道斯 | 劇本創作 ：艾迪·高洛達斯奇 & 蘇珊·麥克馬丁 故事構思 ：尼克·貝凱 & 謝爾敦·布爾 & 布莉提·安可爾                | 2017年12月7日  | T12.15706 | 8.78                  |
| 邦妮發現亞當原來有個弟弟派翠克，深感好奇的她，堅決要和亞當一同赴派翠克的約。邦妮邀請亞當與派翠克來到克莉絲蒂工作的餐廳用餐，這令克莉絲蒂認為邦妮刻意為之而感到不滿，不過剛離婚的派翠克卻對她感興趣。亞當與派翠克的關係不睦，並對派翠克以自己當初的商業想法創立公司，卻至今分文未得一事感到不滿，至於派翠克則無法諒解亞當為了追夢而拋下他一人獨自奮鬥。面對克莉絲蒂嘗試和派翠克交往，邦妮試圖以性來壓抑亞當不滿的情緒，在瑪珠莉的建議下，有鑑於原本關係同樣不睦的母女倆，如今都能找到共處的平衡點，於是克莉絲蒂與邦妮決定聯手要讓亞當與派翠克這對手足和好。在克莉絲蒂與邦妮的設局下，亞當與派翠克終於道出內心話，並化解誤會重回過往親密的手足關係，而克莉絲蒂和邦妮則開始思考這段親上加親的複雜關係。 客串：斯蒂文·韋伯 飾 派翠克                                        |             |                                                                       |               | |                |           |                       |
| 95 | 7           | 嬉皮泛滥和墨西哥式煎蛋早餐 Too Many Hippies and Huevos Rancheros      | 詹姆士·威道斯 | 劇本創作 ：尼克·貝凱 & 蘇珊·麥克馬丁 故事構思 ：艾迪·高洛達斯奇 & 潔瑪·貝克 & 沃倫·貝爾                      | 2017年12月14日 | T12.15707 | 8.65                  |
| 克莉絲蒂與邦妮在得知普魯吉安中風住院後，嘗試給予瑪珠莉支持。邦妮經常對瑪珠莉說出不合時宜的話，至於克莉絲蒂則在此事件中，開始思考她與派翠克的關係。 客串：斯蒂文·韋伯 飾 派翠克 |             |                                                                       |               | |                |           |                       |
| 96 | 8           | 肾上腺素自动注射器和看门猫 An Epi-Pen and a Security Cat              | 詹姆士·威道斯 | 劇本創作 ：沃倫·貝爾 & 亞當·蔡斯 & 艾莉莎·紐鮑爾 故事構思 ：尼克·貝凱 & 馬科·佩奈特 & 安妮·弗雷特-佐丹諾     | 2017年12月21日 | T12.15708 | 8.85                  |
| 克莉絲蒂與邦妮發現家中遭遇搶劫，這讓她們在夜裡就寢時感到心慌慌。溫蒂發現網上有人兜售克莉絲蒂存有學業報告的手提電腦，在與賣家交涉後，克莉絲蒂、邦妮、瑪珠莉和溫蒂意外發現雙方約定的交易地點竟是互助會成員瑪麗的家。在邦妮質疑瑪麗之時，克莉絲蒂猜測或許是瑪麗的孫子所為，但瑪麗卻不願面對此可能性。瑪麗最終選擇歸還孫子從克莉絲蒂和邦妮家竊來的物品，而克莉絲蒂與邦妮則嘗試給予沮喪的瑪麗支持，好使她捱過煎熬的時刻。曾經為酒精和毒品偷竊的邦妮，在親身經歷遭竊的恐懼後，決定彌補自己的過錯，向受害人家致歉。 未登場：潔米·佩絲莉 飾 吉兒·肯豆、威廉·菲德內爾 飾 亞當 客串：瑪麗·帕特·格里森 飾 瑪麗、派翠西亞·貝兒雪 飾 葛蘿莉亞、邁克爾·鄧普西 飾 米利納警官、羅蘭多·博伊斯 飾 海耶斯警官                                                                              |             |                                                                       |               | |                |           |                       |
| 97 | 9           | 吸血鬼少年和白俄鸡尾酒 Teenage Vampires and a White Russian           | 詹姆士·威道斯 | 劇本創作 ：尼克·貝凱 & 艾莉莎·紐鮑爾 故事構思 ：謝爾敦·布爾 & 安妮·弗雷特-佐丹諾 & 邁克爾·雪普利             | 2018年1月4日   | T12.15709 | 9.88                  |
| 餐廳經理傑夫瑞有意辭退經常遲到的克莉絲蒂，背負經濟壓力的克莉絲蒂卻堅持不走，這令傑夫瑞束手無策。克莉絲蒂、邦妮與亞當獲知雷的消息，並前往警局將其保釋出獄，而邦妮希望雷能夠參加互助會，但雷卻堅拒邦妮的邀請。邦妮強硬的態度，導致她與雷的關係越來越遠，而亞當更被迫夾在中間。試著尊重雷的邦妮，卻親眼看見雷又再度嗑藥，這反倒讓她更加積極地設法幫助雷戒毒，但瑪珠莉卻要邦妮學會放下，以防自己身陷其中、深受影響而復發破戒。無法應付克莉絲蒂的傑夫瑞，找來地區經理處置克莉絲蒂，但克莉絲蒂在餐廳工作多年，深諳其中見不得人的勾當，令餐廳難以開除她，也因此使她保住飯碗。被亞當請走的雷，打算投靠邦妮，雖然邦妮深愛雷這個同母異父的弟弟，但她仍為弟弟戒毒著想而拒絕了他的請求。 未登場：潔米·佩絲莉 飾 吉兒·肯豆 客串：倫納德·羅伯茲 飾 雷·斯泰普勒、麥特·歐伯格 飾 傑夫瑞 |             |                                                                       |               | |                |           |                       |
| 98 | 10          | 熊和膀胱炎 A Bear and a Bladder Infection                             | 詹姆士·威道斯 | 劇本創作 ：艾迪·高洛達斯奇 & 馬科·佩奈特 & 布莉提·安可爾 故事構思 ：潔瑪·貝克 & 亞當·蔡斯 & 蘇珊·麥克馬丁    | 2018年1月11日  | T12.15710 | 9.54                  |
| 克莉絲蒂在和派翠克展開遠距離戀愛的同時，重新和同學庫柏搭上線，甚至延續兩人的砲友關係。邦妮決心戒掉咖啡，但這並非易事，而得知克莉絲蒂和庫柏情事的她，還得向亞當保密。瑪珠莉認為克莉絲蒂的個性不適合與人展開砲友關係，但克莉絲蒂相信自己能夠與庫柏保持談性不談愛的階段，然而事實證明庫柏愛上了克莉絲蒂，克莉絲蒂則對此感到在意且歉疚。亞當擔心晚歸的克莉絲蒂，這令良心過意不去的克莉絲蒂選擇向他坦白，對此，亞當並未評論克莉絲蒂的私生活，而是認為說謊與偷偷摸摸的行為並不像克莉絲蒂平時的作風。在瑪珠莉的指點下，克莉絲蒂了解世上不可能沒有討厭自己的人，也不該為了讓自己好過而一再揭開他人的傷疤。最後，在克莉絲蒂當面向受傷的庫柏致歉後，她決定開車前往聖塔克魯茲向派翠克坦白一切。 未登場：潔米·佩絲莉 飾 吉兒·肯豆 客串：邁克·安格拉諾 飾 庫柏                       |             |                                                                       |               | |                |           |                       |
| 99 | 11          | 毕特与恩尼和众人祝福 Bert and Ernie and a Blessing of the People      | 詹姆士·威道斯 | 劇本創作 ：馬科·佩奈特 & 邁克爾·雪普利 & 布莉提·安可爾 故事構思 ：亞當·蔡斯 & 艾莉莎·紐鮑爾 & 蘇珊·麥克馬丁  | 2018年1月18日  | T12.15711 | 9.26                  |
| 前往聖塔克魯茲的克莉絲蒂，與派翠克嘗試發生關係，卻遇上重重阻礙。邦妮和亞當在參加朋友的婚禮後，為各自理想中的婚禮而產生爭執。克莉絲蒂選擇向派翠克坦承自己與庫柏的情事，雖然派翠克一時無法接受，但他最終仍對此釋懷。在亞當決定永遠維持在訂婚狀態時，邦妮開始慌張，並如亞當所願選定婚禮日期。 未登場：咪咪·甘迺迪 飾 瑪珠莉·阿姆斯壯、潔米·佩絲莉 飾 吉兒·肯豆、貝絲·霍爾 飾 溫蒂·哈里斯 客串：斯蒂文·韋伯 飾 派翠克 |             |                                                                       |               | |                |           |                       |
| 100 | 12          | 法压咖啡和正常工作的方向灯 Push-Down Coffee and a Working Turn Signal | 詹姆士·威道斯 | 劇本創作 ：查克·洛里 & 尼克·貝凱 故事構思 ：艾迪·高洛達斯奇 & 潔瑪·貝克                                      | 2018年2月1日   | T12.15712 | 9.11                  |
| 克莉絲蒂在返回索諾馬郡的路上，遭遇汽車拋錨事故，但由於生活品質的落差，她不願向派翠克求助。亞當有意借錢給克莉絲蒂，作為買新車的費用，但擔心因金錢而破壞關係的邦妮則制止了他。婉拒派翠克買車好意的的克莉絲蒂，逼不得已搭乘大眾交通工具，但在她感受到大眾運輸的不便後，便決定私下接受亞當的金援。派翠克對克莉絲蒂向巴克斯特購車感到吃味，並在知悉亞當金援克莉絲蒂後，覺得介意而和亞當爭執。克莉絲蒂為了平息紛爭而打算退還新車，但巴克斯特卻坦言自己已替她支付新車費用，想以此作為彌補過往作為的禮物。 未登場：潔米·佩絲莉 飾 吉兒·肯豆 特別客串：麥特·瓊斯 飾 巴克斯特 客串：斯蒂文·韋伯 飾 派翠克 |             |                                                                       |               | |                |           |                       |
| 101 | 13          | 布丁和纱门 Pudding and a Screen Door                                  | 詹姆士·威道斯 | 劇本創作 ：艾迪·高洛達斯奇 & 亞當·蔡斯 & 蘇珊·麥克馬丁 故事構思 ：尼克·貝凱 & 潔瑪·貝克 & 布莉提·安可爾      | 2018年3月1日   | T12.15713 | 8.95                  |
| 吉兒終於減肥成功回歸，然而試著淨化心靈的她，卻開始不再大方地為好友們分擔支出。為了減少開支，克莉絲蒂另覓便宜的餐廳，作為女士們在互助會會後的聚會場所，但吉兒卻對此感到不適應，甚至質疑起與克莉絲蒂等人的友情。邦妮對吉兒的指控感到氣憤，卻意外共同參加另一個互助會，在邦妮理解吉兒身為有錢人的交友憂慮後，邦妮試著讓吉兒了解她們的友情並非建立在金錢上，雙方就此重修舊好。克莉絲蒂不僅未獲斯坦福法學院錄取，連最低門檻的北谷法學院都未能青睞她，這令她差點破戒飲酒，並陷入低潮。 客串：蘿莉·強森 飾 碧耶翠絲、雷恩·麥格雷尼 飾 布蘭登、凱文·方廷 飾 丹尼 |             |                                                                       |               | |                |           |                       |
| 102 | 14          | 夏洛特·勃朗特和挖掘机 Charlotte Brontë and a Backhoe                  | 詹姆士·威道斯 | 劇本創作 ：馬科·佩奈特 & 亞當·蔡斯 & 蘇珊·麥克馬丁 故事構思 ：尼克·貝凱 & 沃倫·貝爾 & 布莉提·安可爾          | 2018年3月8日   | T12.15714 | 9.06                  |
| 吉兒擔心自己無法抵抗嘴饞的誘惑，於是找來她的內在力量教練米蘭達，希望藉由米蘭達的指引，來堅持意志。米蘭達試圖向女士們傳遞釋放內在力量的重要性，而獲得信心的溫蒂，自此講話變得宏亮。自我放棄的克莉絲蒂，在米蘭達透過儀式將她的負能量抽出後，她開始感受到能量淨化的威力，即便邦妮與瑪珠莉都對此抱持存疑，不過有了勇氣的克莉絲蒂，決定繼續追求律師夢，打算與法學院招生部主任會談。邦妮原本有意追究米蘭達向克莉絲蒂收費一事，結果米蘭達卻看穿邦妮內心的弱點，使得邦妮深挖內在缺憾，宣洩了自己悲傷的情緒。吉兒在米蘭達的鼓勵下，嘗試於飲食上學會自我節制，結果她卻嘗試飲酒，導致酒癮復發，這使米蘭達不得不緊急向邦妮求助。 未登場：威廉·菲德內爾 飾 亞當 客串：克莉絲汀·肯諾維斯 飾 米蘭達、莉拉·李 飾 艾莉絲                                                                 |             |                                                                       |               | |                |           |                       |
| 103 | 15          | 她太疯狂了和一点克林贡语 Esta Loca and a Little Klingon               | 莉亞·湯普遜   | 劇本創作 ：謝爾敦·布爾 & 蘇珊·麥克馬丁 故事構思 ：艾莉莎·紐鮑爾 & 安妮·弗雷特-佐丹諾 & 邁克爾·雪普利         | 2018年3月29日  | T12.15715 | 8.56                  |
| 克莉絲蒂原本規劃好該如何共度派翠克的生日，但吉兒的復癮，卻讓她抽不了身，而派翠克也開始思索自己在這段關係中的需求，是否與克莉絲蒂合適。 客串：斯蒂文·韋伯 飾 派翠克、泰莉·霍約斯 飾 索蕾達 |             |                                                                       |               | |                |           |                       |
| 104 | 16          | 一屋八喵和“时帽秀” Eight Cats and the Hat Show                        | 詹姆士·威道斯 | 劇本創作 ：尼克·貝凱 & 艾莉莎·紐鮑爾 & 亞當·蔡斯 故事構思 ：艾迪·高洛達斯奇 & 潔瑪·貝克 & 沃倫·貝爾          | 2018年4月5日   | T12.15716 | 8.34                  |
| 亞當因長年陪伴他的愛犬逝世而相當悲痛，無法承受亞當一直處於低迷狀態的邦妮，便想藉由領養一隻狗狗，來使亞當快速療傷。克莉絲蒂因婉拒派翠克的同居提議而致使戀情告終，當吉兒打算透過購物來讓克莉絲蒂抒發情緒時，卻反而巧遇前夫的現任妻子凡妮莎，並在得知他們的婚姻幸福美滿後陷入崩潰。克莉絲蒂從吉兒願為前夫拋下一切的舉止中，發覺自己可能不夠愛派翠克，而吉兒也指點克莉絲蒂，表示即便派翠克是個很好的人，但他不見得是克莉絲蒂的真命天子。 客串：潔姿夢·西門 飾 凡妮莎 |             |                                                                       |               | |                |           |                       |
| 105 | 17          | 愚蠢的蛇和打头木底鞋 Crazy Snakes and a Clog to the Head              | 詹姆士·威道斯 | 劇本創作 ：蘇珊·麥克馬丁 & 安妮·弗雷特-佐丹諾 故事構思 ：尼克·貝凱 & 謝爾敦·布爾 & 邁克爾·雪普利             | 2018年4月12日  | T12.15717 | 8.94                  |
| 當瑪珠莉領著女士們來到女子監獄進行戒癮互助會分享時，一名名叫譚美·迪芬多夫的女囚犯聲稱邦妮毀了自己的人生，於是攻擊邦妮，導致場面陷入混亂。一直想不起譚美是何許人也的邦妮，終於憶起她們曾同在一個寄養家庭，然而當時的邦妮因看不慣譚美的乖乖牌形象，而設計與她男友偷吃，並使她染毒。在邦妮被迫向譚美致歉時，受到提醒的她，想起自己才是毀掉譚美人生的關鍵，是她當年陷害譚美偷竊養父母的錢，而她這時才產生罪惡感，並意識到自己過往的惡行對他人影響至深。邦妮嘗試彌補譚美，並開始深刻反省過去對他人的作為，同時提醒著現在的自己。 未登場：威廉·菲德內爾 飾 亞當 客串：克莉絲汀·強絲頓 飾 譚美、蒂亞卓麗·亨利 飾 安卓雅 |             |                                                                       |               | |                |           |                       |
| 106 | 18          | 意面酱汁和“大型车祸现场” Spaghetti Sauce and a Dumpster Fire          | 詹姆士·威道斯 | 劇本創作 ：潔瑪·貝克 & 蘇珊·麥克馬丁 故事構思 ：安妮·弗雷特-佐丹諾 & 邁克爾·雪普利                           | 2018年4月19日  | T12.15718 | 8.82                  |
| 瑪珠莉的情緒變得暴躁，甚至對克莉絲蒂表現出不耐的態度，這令雙方產生爭執，並終止了互助對象的關係。克莉絲蒂決定找個性強勢的諾拉作她的輔導員，而擔心瑪珠莉的邦妮則得知瑪珠莉身負壓力而無處宣洩。因輔導員破戒而只好依靠自己的瑪珠莉，意識到她無法再獨自走過戒癮路程，因此決定尋覓新的輔導員，來幫助自己。瑪珠莉為自己的態度向克莉絲蒂致歉，而克莉絲蒂也表明瑪珠莉永遠是幫助她戒癮的功臣。 客串：伊薇特·妮可·布朗 飾 諾拉 |             |                                                                       |               | |                |           |                       |
| 107 | 19          | 墨西哥夹饼沙拉和矮胖女裁缝 A Taco Bowl and a Tubby Seamstress         | 詹姆士·威道斯 | 劇本創作 ：尼克·貝凱 & 馬科·佩奈特 & 沃倫·貝爾 故事構思 ：艾迪·高洛達斯奇 & 亞當·蔡斯 & 艾莉莎·紐鮑爾        | 2018年4月26日  | T12.15719 | 8.31                  |
| 舊房東離婚後，其前妻蕾塔·金納洛成為大樓的新所有人，而邦妮必須達到蕾塔的所有要求，來改善大樓環境，否則她將會丟失這份工作，和克莉絲蒂流離失所。邦妮非常抗拒盡大樓管理員的工作職責，在瑪珠莉的引導下，她才挖掘內心對自我價值的憂慮，並理解這對尚未有目標的自己而言是種經歷磨練。蕾塔要求邦妮向住戶催繳積欠的房租，然而她卻得知蒙森先生為治療前列腺癌而經濟困頓，在和蕾塔說情無效後，邦妮秉著做人的良心，決定辭職。深受婚姻背叛而迷失方向的蕾塔，開始懷疑自己的人性本質，在邦妮以自身的生命經驗開導蕾塔後，蕾塔終於選擇通融蒙森先生。 客串：帕蒂·路朋 飾 蕾塔、查爾斯·羅賓森 飾 蒙森先生 |             |                                                                       |               | |                |           |                       |
| 108 | 20          | 眼部液体和战斗铁甲 Ocular Fluid and Fighting Robots                   | 詹姆士·威道斯 | 劇本創作 ：潔瑪·貝克 & 亞當·蔡斯 & 安妮·弗雷特-佐丹諾 故事構思 ：謝爾敦·布爾 & 邁克爾·雪普利 & 布莉提·安可爾 | 2018年5月3日   | T12.15721 | 8.63                  |
| 邦妮與亞當為收拾三明治餐盤與否而陷入僵持戰，甚至還為用餐穿著而發生爭執。克莉絲蒂經諾拉的指點，不得不面對自己「選擇」與母親同居的事實，並應諾拉之要求，試著透過為邦妮做好事，來壓抑心中的怒火。克莉絲蒂覺得為善不欲人知的感受相當難受，甚至還得克制自己的不滿情緒，但正因為她的善舉，邦妮與亞當才終於和好。看著邦妮幸福模樣的克莉絲蒂，發覺心中的怒火已經消逝，並打從心底地替邦妮感到高興。 客串：伊薇特·妮可·布朗 飾 諾拉、瑪莉·費伯 飾 瑪拉、賈里德·格特納 飾 彼得 |             |                                                                       |               | |                |           |                       |
| 109 | 21          | 手机礼花和小鸡鸡 Phone Confetti and a Wee Dingle                      | 詹姆士·威道斯 | 劇本創作 ：沃倫·貝爾 & 馬科·佩奈特 & 蘇珊·麥克馬丁 故事構思 ：艾迪·高洛達斯奇 & 尼克·貝凱 & 艾莉莎·紐鮑爾    | 2018年5月10日  | T12.15720 | 9.08                  |
| 在克莉絲蒂得知派翠克即將結婚而陷入低潮後，原本打算與亞當前往內華達州度假的邦妮，逼不得已將行程改為母女之行。邦妮在休息區接受布蘭肯希普警官的臨檢，並因遲繳停車費長達20年而遭受牢獄之災。克莉絲蒂向亞當尋求幫助，結果卻因自動櫃員機設在賭場而禁不起誘惑，將邦妮的保釋金賠光，甚至也將事後向吉兒求得的錢輸光。正為父女關係苦惱的魯賓澤警長，在和邦妮交涉後，面對克莉絲蒂的窘境，他選擇網開一面，放走邦妮。 客串：比爾·法格巴克 飾 魯賓澤警長、馬克斯·阿德勒 飾 布蘭肯希普警官、何塞·莫瑞諾·布魯克斯 飾 阿方索 |             |                                                                       |               | |                |           |                       |
| 110 | 22          | 钻石耳环和小傻瓜 Diamond Earrings and a Pumpkin Head                  | 詹姆士·威道斯 | 劇本創作 ：艾迪·高洛達斯奇 & 謝爾敦·布爾 & 蘇珊·麥克馬丁 故事構思 ：沃倫·貝爾 & 馬科·佩奈特 & 艾莉莎·紐鮑爾  | 2018年5月10日  | T12.15722 | 7.97                  |
| 成功戒酒5年的克莉絲蒂，除了獲得諾拉的蛋糕慶祝，瑪珠莉等人還合資買了對鑽石耳環，做為她大學畢業的禮物。克莉絲蒂正努力償還積欠吉兒與亞當的債務，但受到魯迪誘惑的她，卻將鑽石耳環輸在賭桌上。於克莉絲蒂的畢業派對上，大夥發現克莉絲蒂輸掉耳環的事實，擔憂她的邦妮便當眾指責了她一番。邦妮發覺自己似乎挑錯場合，但她不後悔試圖點醒克莉絲蒂的選擇，而克莉絲蒂也開始擔心賭癮會如酒癮那般毀了自己的人生。克莉絲蒂在對瑪珠莉等人感到抱歉之餘，選擇正視賭癮問題，並開始參加匿名戒賭會，與此同時，她得知自己獲法學院錄取。 客串：伊薇特·妮可·布朗 飾 諾拉、弗倫奇·斯圖爾特 飾 大厨魯迪、雷吉·迪·里昂 飾 保羅 |             |                                                                       |               | |                |           |                       |

## 收視
| 總集數 | 集數 | 標題                       | 播出日期       | 收視/份額 （18–49歲） | 收視 （百萬） | DVR （18–49歲） | DVR收視 （百萬） | 加總 （18–49歲） | 總收視 （百萬） |
| ------ | ---- | -------------------------- | -------------- | --------------------- | ------------- | --------------- | ---------------- | ---------------- | --------------- |
| 89     | 1    | 星星灯和奶奶鞋             | 2017年11月2日  | 1.4/5                 | 8.47          | 0.7             | 2.30             | 2.1              | 10.77           |
| 90     | 2    | 鱼塘和太多谢谢             | 2017年11月9日  | 1.5/6                 | 8.69          | TBD             | TBD              | TBD              | TBD             |
| 91     | 3    | 航海的祖先和酥炸洋葱花     | 2017年11月16日 | 1.4/5                 | 8.39          | TBD             | TBD              | TBD              | TBD             |
| 92     | 4    | 高级饼干和巨型女人         | 2017年11月23日 | 1.8/7                 | 7.89          | 0.6             | 2.36             | 2.4              | 10.25           |
| 93     | 5    | 贵宾犬毛球和一丝嫉妒       | 2017年11月30日 | 1.4/5                 | 8.59          | TBD             | 1.99             | TBD              | 10.59           |
| 94     | 6    | 骚情爵士和怪异浮眼         | 2017年12月7日  | 1.4/5                 | 8.78          | TBD             | 2.05             | TBD              | 10.83           |
| 95     | 7    | 嬉皮泛滥和墨西哥式煎蛋早餐 | 2017年12月14日 | 1.4/6                 | 8.65          | TBD             | TBD              | TBD              | TBD             |
| 96     | 8    | 肾上腺素自动注射器和看门猫 | 2017年12月21日 | 1.4/6                 | 8.85          | TBD             | TBD              | TBD              | TBD             |
| 97     | 9    | 吸血鬼少年和白俄鸡尾酒     | 2018年1月4日   | 1.7/6                 | 9.88          | TBD             | TBD              | TBD              | TBD             |
| 98     | 10   | 熊和膀胱炎                 | 2018年1月11日  | 1.6/6                 | 9.54          | TBD             | TBD              | TBD              | TBD             |
| 99     | 11   | 毕特与恩尼和众人祝福       | 2018年1月18日  | 1.6/6                 | 9.26          | TBD             | 2.28             | TBD              | 11.54           |
| 100    | 12   | 法压咖啡和正常工作的方向灯 | 2018年2月1日   | 1.5/6                 | 9.11          | 0.6             | 2.12             | 2.1              | 11.23           |
| 101    | 13   | 布丁和纱门                 | 2018年3月1日   | 1.5/6                 | 8.95          | TBD             | TBD              | TBD              | TBD             |
| 102    | 14   | 夏洛特·勃朗特和挖掘机      | 2018年3月8日   | 1.5/6                 | 9.06          | TBD             | TBD              | TBD              | TBD             |
| 103    | 15   | 她太疯狂了和一点克林贡语   | 2018年3月29日  | 1.4/6                 | 8.56          | TBD             | TBD              | TBD              | TBD             |
| 104    | 16   | 一屋八喵和“时帽秀”         | 2018年4月5日   | 1.3/5                 | 8.34          | TBD             | 2.38             | TBD              | 10.72           |
| 105    | 17   | 愚蠢的蛇和打头木底鞋       | 2018年4月12日  | 1.4/6                 | 8.94          | 0.7             | 2.39             | 2.1              | 11.33           |
| 106    | 18   | 意面酱汁和“大型车祸现场”   | 2018年4月19日  | 1.4/5                 | 8.82          | 0.6             | TBD              | 2.0              | TBD             |
| 107    | 19   | 墨西哥夹饼沙拉和矮胖女裁缝 | 2018年4月26日  | 1.3/5                 | 8.31          | 0.6             | 2.33             | 1.9              | 10.64           |
| 108    | 20   | 眼部液体和战斗铁甲         | 2018年5月3日   | 1.4/6                 | 8.63          | TBD             | TBD              | TBD              | TBD             |
| 109    | 21   | 手机礼花和小鸡鸡           | 2018年5月10日  | 1.5/6                 | 9.08          | 0.6             | 2.33             | 2.1              | 11.41           |
| 110    | 22   | 钻石耳环和小傻瓜           | 2018年5月10日  | 1.3/6                 | 7.97          | TBD             | TBD              | TBD              | TBD             |
| 平均   | 平均 | 平均                       | 平均           | 1.5                   | 8.85          | 0.5             | 2.24             | 2.0              | 11.09           |

## 外部連結
- 《极品老妈》的CBS全接触（英语：CBS All Access）主页（英文）
- 《《極品老媽》》各集列表 来自互联网电影数据库（英文）